# Waltham (Quebec)
Waltham es un municipio canadiense situado en la provincia de Quebec.

## Superficie
Waltham tiene una superficie de 360,19 km².

## Demografía
En 2021, tenía 387 habitantes, una densidad poblacional de 1,1 hab./km², y 232 viviendas.